# Райнберг, Пауль
Па́уль Ра́йнберг (нем. Paul Reinberg, 18 мая 1894, Гамбург, Германская империя — 11 февраля 1974, Гамбург, ФРГ) — немецкий судья по хоккею на траве. Участник летних Олимпийских игр 1928 и 1936 годов.

## Биография
Пауль Райнберг родился 18 мая 1894 года в немецком городе Гамбург.
Был судьёй международного уровня по хоккею на траве. 
Работал на двух хоккейных турнирах летних Олимпийских игр. В 1928 году на летних Олимпийских играх в Амстердаме был судьёй матча группового этапа Индия — Швейцария (6:0). В 1936 году на летних Олимпийских играх в Берлине работал на матчах группового этапа Япония — Венгрия (3:1) и Бельгия — Нидерланды (2:2) и полуфинальном поединке Индия — Франция (10:0).
В 1971 году стал почётным членом Международной федерации хоккея на траве.
Умер 11 февраля 1974 года в Гамбурге.

## Память
Немецкая хоккейная ассоциация вручает жетон имени Пауля Райнберга выдающимся отечественным судьям по хоккею на траве.